# Erna Sonne Friis
Erna Margrethe Sonne Friis, (født 5. april 1902 på Knuthenborg Avlsgård, Hunseby Sogn, død 19. november 1990 i Tølløse Sogn) var blandt Danmarks første kvindelige havearkitekter med egen tegnestue. Forældrene var landmand og politiker Ole Christian Saxtorph Sonne (1859-1941) og Sophie Caroline Amalie Göttig (1859-1929).

## Uddannelse
Erna Sonne Friis var uddannet på  Den Kgl. Veterinær- og Landbohøjskoles havebrugsinstitut og tog supplerende kurser i England. Hun er kendt for sin dybtgående indsigt i planter, deres sammensætning og farveklange og skabte bl.a. sammen med slotsgartner Ingwer Ingwersen det kendte løgtæppe af violette, blå og hvide krokus i Kongens Have i København.

## Opvækst
Erna Sonne Friis voksede op på Lolland, hvor faderen forpagtede først Knuthenborg Avlsgård, senere Rosenlund ved Sakskøbing. Tidlige oplevelser med især vilde blomster fik varig betydning for hendes nære forhold til planteverdenen. 17 år gammel rejste hun i 1919 på en jordomsejling med sin far og blev betaget af japansk og kinesisk havekunst, og rejsen fik stor betydning for hendes senere professionelle virke.

## Dannelsesår
Efter hjemkomsten fra jordomrejsen, gik hun på N. Zahles Skoles sociale kursus efterfulgt af tre dannelsesår i udlandet, bl.a. USA og Schweiz. I Schweiz vaktes hendes livslange kærlighed til Alperne og den højalpine flora (en). 1927 blev hun gift med den finske viceherredshøvding Carl Eric Nyberg og flyttede til Finland. Under sit otteårige ophold i Finland begyndte hun at arbejde med planter og skabe frodige, smukke blomsterbede og harmoniske farveklange i det barske klima.

## Hjemvendt til Danmark
Da hun i 1935 vendte tilbage til Danmark som fraskilt og skulle finde en forsørgelsesmulighed for sig selv og datteren Heidi, var hun ikke i tvivl om, at hun ville være beplantningsekspert. Med hjælp fra professor Georg Georgsen og Havebrugsafdelingens lærere, fik hun sammenstykket en uddannelse ved Den Kgl. Veterinær- og Landbohøjskoles havebrugsinstitut, som hun kombinerede med et studieophold i England og studier på Axel Olsens planteskole i Kolding, samt anvendelse af den tyske videnskabsmand Wilhelm Ostwalds farvelære. Georg Georgsen opfordrede hende til at oversætte og blive en dansk udgave af den kendte engelske havearkitekt Gertrude Jekyll (en) med hensyn til at sammensætte planter og farveklange, hvilket svarede helt til Erna Sonne Friis' egne ønsker og evner, og hun specialiserede sig i beplantning af haver med nyskabende farvekombinationer.

## Udvikling af ideer
I 1939 blev Erna Sonne Friis gift med skovrider Otto Friis. Haven i forbindelse med boligen på Lellinge Skovridergård ved Køge blev nu et ideelt arbejdsgrundlag for hende, idet hun her kunne udvikle sine på én gang poetiske og raffinerede plantekompositioner. Lellingehaven blev kendt viden om og bl.a. vist på International Exhibition of Landscape Architecture i London 1948. Tidligt fandt hun frem til planteskoleejer Aksel Olsen i Kolding, hvis sans for orientalske planters skønhed og dybtgående indsigt i planternes væsen hun lærte af, så længe han levede. 

## Skribent og selvstændig virksomhed
Fra 1938 skrev Erna Sonne Friis artikler til fagblade som Dansk Havetidende, Haven, Anlægsgartneren og Havekunst. Først skrev hun om landbohaver, senere især om anvendelse og farvesammensætning af stauder, roser og georginer. Hun lancerede blandede bede, hvor roser blev kombineret med liljer og stauder, navnlig grå, hvide og mørkviolette som afløsning af de gængse stive rosenbede. Gennem bekendtskab med redaktøren af det svenske tidsskrift Hem i Sverige (sv) Ulla Molin (sv) og havearkitekten S. Hermelin fra tidsskriftet Trädgårdskonst blev hendes nye idéer, ikke mindst om farver, udbredt i Sverige. Ligeledes fik hendes måde at arbejde med planter på stor indflydelse på en hel generation af danske landskabsarkitekter, især Agnete Muusfeldt. 
Ud over enkelte foredrag (bl.a. som gæsteforelæser på Kunstakademiets Arkitekstskole) underviste Erna Sonne Friis ikke, og hun arbejdede normalt alene på sin tegnestue, men i perioder med hjælp af havearkitekt Agnete Petersen (Agnete Woolf). Til anlægs- og beplantningsopgaver havde hun faste skov- eller landarbejdere, som hun oplærte og begejstrede, og de fulgte med hende rundt på hendes efterhånden ret omfattende virksomhed som konsulent på sjællandske og fynske herregårde, fx Holmegård, Hørbygård, Ødemarksgården ved Bromme og Petersgård samt talrige villahaver omkring København.
| „ | "Farveklang, dybde, klarhed og blødhed er afgørende for harmoniske og disharmoniske kompositioner." | “ |

## Poster og værker
- Fra 1949 og i mere end 20 år sad hun i Det kgl. danske Haveselskabs bestyrelse og skabte til selskabets have på Frederiksberg sektioner som Den grå have, Forårshaven, Flammehaven og til jubilæumsudstillingen i 1955 Lys- og skyggehaven[2].
- | „ | "Jeg lagde vægt på, at planterne talte deres eget formsprog og placerede dem, så de rytmisk føjede sig til hinanden." | “ |
- I 1950'erne og 1960'erne var hun medlem af foreningen Zonta for selverhvervende kvinder i København.
- Sammen med slotsgartner ved Rosenborg Slot Ingwer Ingwersen komponerede hun det kendte løgtæppe af violette, blå og hvide krokus i Kongens Have.
- Ligeledes i det samarbejde samt med C.Th. Sørensen etableredes den cirkulære, forsænkede rosenhave ved herregården Egeskov, og 'Staudebedet' og 'Urtegården' i henholdsvis 1967 og 1973. Det var vigtige årtier med exceptionelle nyskabelser i haveanlægget.[3]

## Eksperimenter sent i livet
Efter en tiårs periode som ejer af Ødemark Hovedgård ved Sorø, hvis have gav nye udfordringer, fortsatte Erna Sonne Friis i sine ældre dage sine planteeksperimenter i en have ved Tølløse, hvor hun fra slutningen af 1960’erne med ildhu og uudslukkeligt engagement komponerede nye blomsterbede og eksperimenterede med plantesammensætninger under forskellige vækstforhold.